# Gran Premio Nobili Rubinetterie 2006
Il Gran Premio Nobili Rubinetterie 2006, nona edizione della corsa e valida come evento dell'UCI Europe Tour 2006 categoria 1.1, si svolse il 26 agosto 2006 su un percorso di 180 km. La vittoria fu appannaggio dell'italiano Paolo Longo Borghini, che completò il percorso in 4h31'05", precedendo il colombiano Luis Laverde e l'ucraino Ruslan Pidhornyj.
Sul traguardo di Arona 34 ciclisti, su 161 partiti dalla medesima località, portarono a termine la competizione.

## Ordine d'arrivo (Top 10)
| Pos. | Corridore            | Squadra           | Tempo    |
| ---- | -------------------- | ----------------- | -------- |
| 1    | Paolo Longo Borghini | Ceramica Flaminia | 4h31'05" |
| 2    | Luis Laverde         | Panaria           | s.t.     |
| 3    | Ruslan Pidhornyj     | Tenax             | s.t.     |
| 4    | Kanstancin Siŭcoŭ    | Acqua & Sap.      | s.t.     |
| 5    | Franco Pellizotti    | Liquigas          | a 5"     |
| 6    | Raffaele Illiano     | Selle Italia      | s.t.     |
| 7    | Devis Miorin         | Team Endeka       | s.t.     |
| 8    | Fabio Gilioli        | Universal Caffè   | s.t.     |
| 9    | Dainius Kairelis     | Amore & Vita      | s.t.     |
| 10   | Antonio Quadranti    | Naturino          | s.t.     |